# کردآباد (طبس)
کردآباد، روستایی است از توابع بخش مرکزی شهرستان طبس استان خراسان جنوبی ایران.

## جمعیت
این روستا در دهستان منتظریه قرار داشته و بر اساس سرشماری سال ۱۳۸۵ جمعیت آن ۲۴۵ نفر (۶۷ خانوار)
بوده است.